# راندي جيساب
راندي جيساب هو سياسي أمريكي، ولد في عقد 1960. نشط حزبياً في الحزب الجمهوري لمينيسوتا ‏ والحزب الجمهوري. وقد انتخب عضو مجلس نواب مينيسوتا ‏ (3 يناير 2017 – 7 يناير 2019).